# Hr. Bøsmer i elverhjem
"Hr. Bøsmer i elverhjem" (nogle gange "Herr Bøsmer i elverhjem") eller "Ungersven och havsfrun" i Sverige og "Herr Magnus og Havfrua" på norsk er en svensk folkevise, specifikt en tryllevise. Den er registreret som A 49 i The Types of the Scandinavian Medieval Ballad som en overnaturlig ballade. Overleverede version er redigeret i Sveriges Medeltida Ballader (no. 21) i ti svenske varianter (hvoraf én er finlandssvensk) fra midten af 1700-tallet og fremefter. Fem af de svenske varianter findes med melodi. Den optræder også i Danmarks gamle Folkeviser (no. 45) , hvor et af de tidligste manuskripter, som indeholder den, er Karen Brahes Folio.

## Indhold
I de fleste varianter kommer en havfrue til en ung ridder mens han sover, og beder ham komme til floden (eller havet). Den næste dag rider han ud og falder i floden, og ankommer således til havfruens side. I de fleste varianter får han en drik, der enten får ham til at glemme sin familie eller forlovede og i stedet blive sammen med havfruen.
I nogle norske versioner er det en overnaturlig kvinde i form af en elver i bjergene frem for en havfrue, der lokker ridderen væk. I nogle svenske versioner er drikken giftig og ridderen dør. I andre lykkes det ham at flygte ved at spille på sin harpe; i den svenske variant G (fra Brita Cajsa Carlsdotter fra Östergötland, samlet af L. Chr. Wiede i 1840'erne) redder den unge mand sig selv ved at spille smukt på sin gyldne harpe, meget lig det som sker i balladen "Harpens Kraft".

## Indspilninger
- Gruppen Folk och rackare indspillede en version baseret på Sveriges Medeltida Ballader 21B: Herr Olof och havsfrun, på albummet Folk och rackare fra 1976.
- Den danske folktronicagruppe Sorten Muld indspillede en version kaldet "Bonden og elverpigen", hvor hovedpersonen, som navnet indikerer, er en bonde, og havfruen er en elverpige. Nummeret blev udgivet på deres succesfulde debutalbum Mark II i 1997.[3]